# Grobowiec Tutanchamona

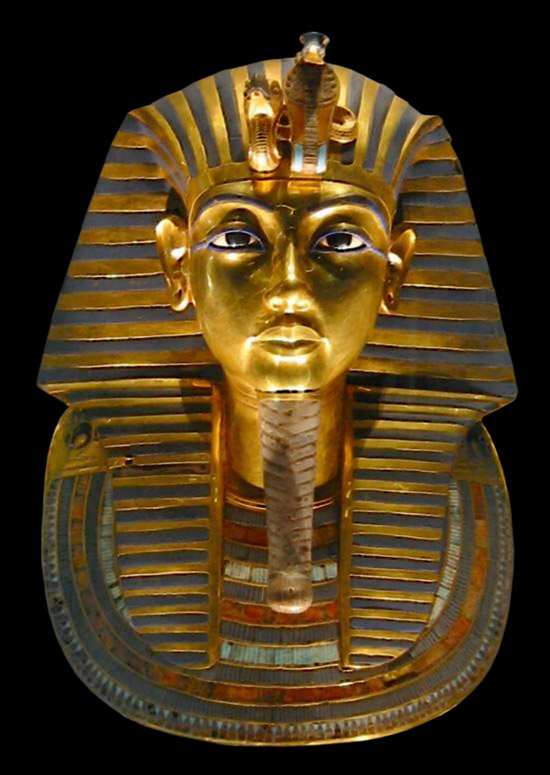
Złota maska Tutanchamona przykrywająca pierwotnie twarz mumii, a po wydobyciu przechowywana w Muzeum Kairskim

Grobowiec Tutanchamona – grobowiec (oznaczony jako KV62) będący miejscem spoczynku Tutanchamona, faraona z XVIII dynastii rządzącego starożytnym Egiptem w latach 1333-1323 p.n.e. Odkryty został przez Howarda Cartera i George’a Carnarvona w listopadzie 1922 roku. Ze względu na fakt, iż był to jedyny znaleziony niesplądrowany grobowiec faraona z zachowanym bogatym wyposażeniem i zawierał on jedyną zachowaną in situ mumię w Dolinie Królów, jego odkrycie stało się sensacją medialną i naukową. Dolina Królów znajduje się w pobliżu miasta Luksor.

## Odkrycie

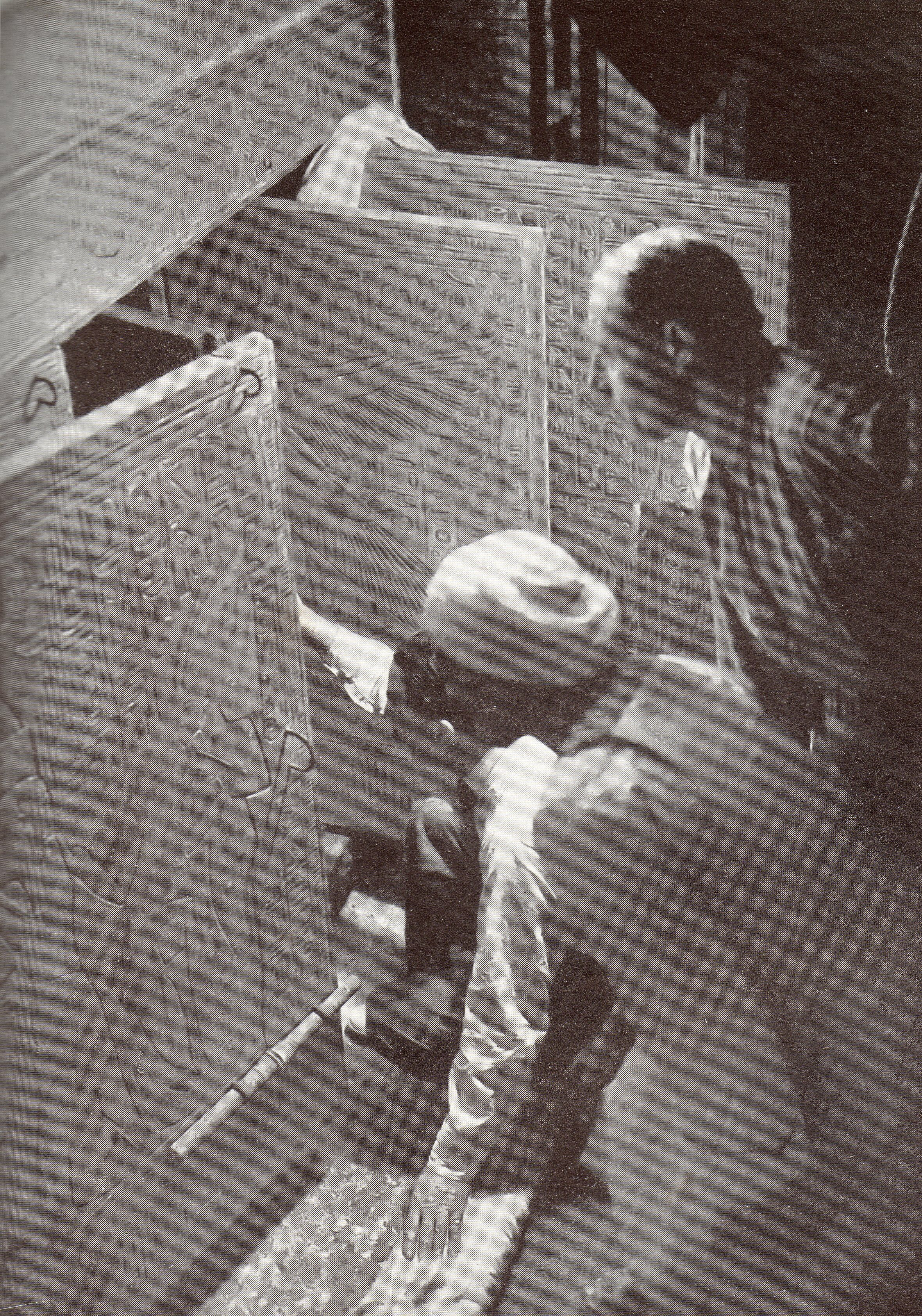
Howard Carter ze współpracownikiem otwierają drzwi do skrzyni grobowej w komorze grobowej Tutanchamona (1924, rekonstrukcja wydarzenia z 1923).

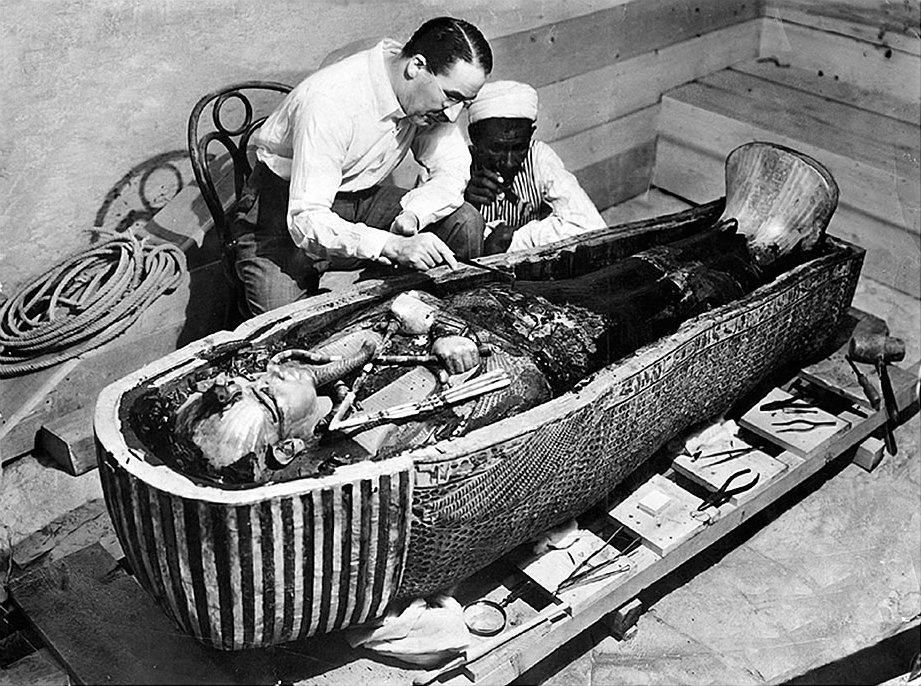
Carter bada sarkofag faraona

Plan grobowca Tutanchamona

Dolina Królów na przełomie XIX/XX wieku była od co najmniej stu lat obszarem intensywnych prac archeologicznych. W roku 1914 jedną z koncesji na badania archeologiczne w Dolinie Królów otrzymali Carter i Carnarvon. Obaj badacze prowadzili tu intensywne poszukiwania od 1917 roku. Zdaniem Cartera od początku ich zakładanym głównym celem było znalezienie grobowca Tutanchamona, a przekonanie o jego obecności bazowało na kilku artefaktach z imieniem faraona znalezionych przez różnych naukowców w Dolinie. Po kilkuletnich, mało efektywnych w odkrycia, pracach na początku listopada 1922 r. postanowiono usunąć znane od dawna pozostałości antycznych baraków dla robotników zatrudnionych przy wykonywaniu grobowców i kopać pod nimi. 4 listopada Carter odkrył stopień, a dzień później odkopano całe schody prowadzące w głąb ziemi i odsłonięto część zamkniętych drzwi. Ze względu na nieobecność w tym czasie w Egipcie Carnarvona Carter wstrzymał się z dalszymi pracami do przyjazdu partnera. Wspólnie wznowili odsłanianie zabytku 24 listopada, jednak kilka dni zajęło udrożnianie korytarza, który był za pierwszymi drzwiami, i dotarcie do kolejnych zapieczętowanych drzwi. Po otwarciu tychże w dniu 26 listopada stwierdzono, że we wnętrzu dwóch napotkanych pomieszczeń grobowca zachowało się bogate wyposażenie, ale nie było sarkofagu. Zauważono tam jednak trzecie zamurowane drzwi, których postanowiono nie otwierać ze względu na konieczność przygotowania się do zabezpieczenia dotychczasowych i przyszłych znalezisk (urządzenia laboratorium i magazynów). Prace wznowiono 16 grudnia 1922 r. badając wyposażenie obu komór, ewidencjując je i wynosząc do magazynów na powierzchni. 16 lutego 1923 roku (data według dzienników Cartera) zdemontowano mur blokujący dostęp do dalszej, nieznanej części grobowca, znajdując za nim komorę ze skrzynią grobową zbudowaną ze złotej blachy oraz kolejną komorę wypełnioną skarbami. W następnych latach przewieziono wyposażenie dwóch pierwszych komór do Kairu, jednak badania komory grobowej zostały spowolnione z powodu śmierci Carnarvona (6 kwietnia 1923) i związanych z tym problemami prawnymi z koncesją na dalsze badania. 13 października 1925 roku otwarto sarkofag (po wcześniejszym demontażu skrzyń grobowych), a 28 października po otworzeniu trzeciej trumny ujrzano spoczywającą w nim mumię faraona. Badania mumii rozpoczęto 11 listopada 1925 roku.

## Budowa grobowca

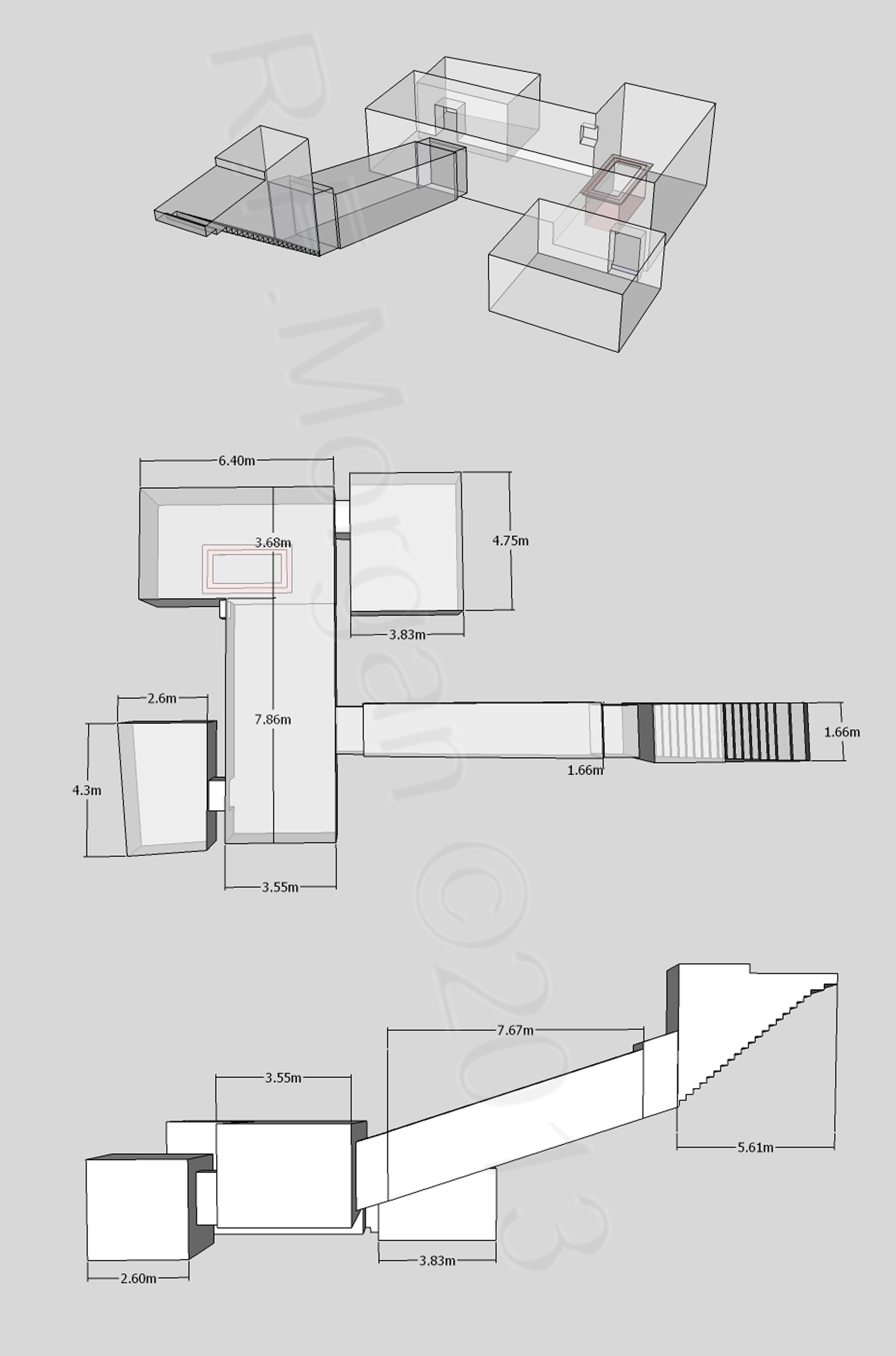
Trójwymiarowy model, rzut i przekrój grobowca Tutanchamona

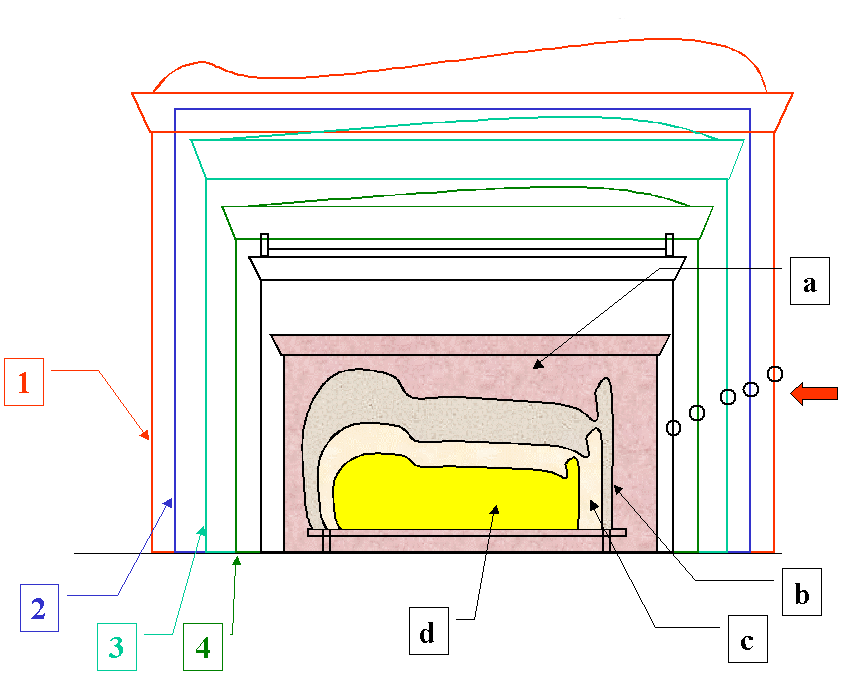
Przekrój przez skrzynie grobowe, sarkofag i trumny w grobowcu Tutanchamona

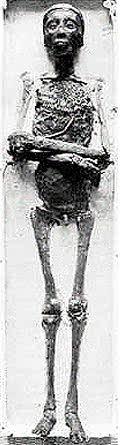
Mumia Tutanchamona

Grobowiec Tutanchamona wydrążono w litej skale. Grób pierwotnie przeznaczony był dla osoby pochodzącej z rodu niekrólewskiego, ponieważ jednak z powodu śmierci faraona w bardzo młodym wieku (16-17 lat) królewski grobowiec zapewne nie był ukończony, to do pogrzebu faraona postanowiono wykorzystać inny, ale gotowy obiekt. Grobowiec składa się ze schodów długości 4 m i szerokości 1,6 m (liczących 16 stopni) prowadzących do korytarza długości 7,6 m i szerokości 1,7 m (pierwotnie zasypanego gruzem skalnym) oraz czterech komór: przedsionka (8 × 3,6 m), komory bocznej (ok. 4 × 2,9 m), komory grobowej (6,4 × 4,05 m) i skarbca (ok. 4 × 3,5 m). Oprócz tego między schodami a korytarzem i między nim a przedsionkiem były zamurowane drzwi grubości po ok. 1 m każde. Takie też zamurowane przejścia, choć mniej grube, były między przedsionkiem a komorą boczną i między przedsionkiem a komorą grobową, drzwi do skarbca nie były natomiast zabezpieczone. Schody, korytarz i komora grobowa miały dłuższą oś dokładnie równoleżnikową, a pozostałe komory – południkową. Skarbiec był połączony bezpośrednio tylko z komorą grobową, podobnie jak komora boczna tylko z przedsionkiem, z tym ostatnim łączy się też komora grobowa. Na wszystkich zamurowanych drzwiach znajdowały się pieczęcie.

## Wyposażenie
Wśród znalezionego wyposażania grobowca Tutanchamona znajdują się m.in.: trzy złote łoża, złoty tron, drewniana skrzynia bardzo bogato zdobiona malowidłami, jedno z najcenniejszych dzieł egipskiego rzemiosła, cztery złocone rydwany, liczne posągi, w tym jeden wykonany ze złota, kilka posągów bogiń opiekuńczych. W komorze grobowej były cztery skrzynie grobowe ze złotej blachy, z tego największa, zewnętrzna, o wymiarach 5 × 3,3 × 2,73 m, sarkofag z kwarcytu (2,75 × 1,5 × 1,5 m), a w nim trzy włożone w siebie trumny w formie wykonanej ze złotej blachy figury faraona. Do cennych zabytków należy też złota maska na twarzy mumii ważąca 10,23 kg i mierząca 54 cm wysokości, zdobiona barwionym szkłem, fajansem, kwarcem, karneolem, obsydianem i lapis lazuli.

## Kradzieże
Już w trakcie oglądania drzwi do korytarza Carter zauważył dowody włamania z czasów faraonów. To samo stwierdzono przy drzwiach do przedsionka, a w nim i w komorze bocznej zauważono pewne, choć niewielkie zniszczenia związane z działalnością rabusiów. Złodzieje nie weszli do skrzyni grobowej i nie penetrowali sarkofagu oraz mumii.
Przyjmuje się, że włamanie do grobowca miało miejsce kilkanaście lat po zgonie władcy. Nowsze publikacje informują, że były minimum dwa włamania do grobowca.

## Klątwa Tutanchamona
Szeroko rozprzestrzeniona legenda o klątwie faraona, jaka miała spaść na osoby, które zakłóciły spoczynek władcy egipskiego, zaczęła powstawać po nagłej śmierci Carnarvona w trakcie prac terenowych związanych z eksploracją grobowca. Do 1930 roku z całego zespołu pracującego przy odkryciu żywy pozostał tylko sam Carter. Prasa podawała ponad dwadzieścia nazwisk osób związanych z pracami przy grobie Tutanchamona, które zmarły do 1930 r., choć jak później wyjaśnił Carter i inni archeolodzy, część z tych osób nie miała nic wspólnego z odkryciem i pracami przy nim.

## Wystawy
Już po nagłośnieniu odkrycia na miejsce prac terenowych zaczęły napływać rzesze turystów. Po wydobyciu z grobowca wyposażenia grobowego przewieziono je do Kairu i umieszczono w tamtejszym muzeum, gdzie jest eksponowane do dziś.
Część wyposażenia grobowego Tutanchamona była eksponowana na różnych czasowych wystawach zagranicznych, w tym w Petit Palais w Paryżu (1,2 mln zwiedzających) i w 1972 roku w British Museum, a dochody z nich zasiliły fundusze na ratowanie zabytków Egiptu.

## Publikacje o grobowcu Tutanchamona i jego odkryciu
Odkrycie grobowca i jego wyposażenie oraz budowa stało się tematem licznych popularnonaukowych publikacji książkowych. Oprócz dzienników Cartera wymienić można następujące publikacje: 
- H. Carter, A.C. Mace: The Discovery of the Tomb of Tutankhamen. Dover Publications, New York 1977, ISBN 0-486-23500-9.
- Ch. Desroches-Noblecourt: Tutanchamon : życie, śmierć, odrodzenie. PIW, 1980.
- Zahi Hawass: King Tutankhamun. The Treasures Of The Tomb. Thames & Hudson, London 2007, ISBN 978-0-500-05151-1.
- T. Hoving: Tutanchamon : za kulisami odkrycia. Wydawnictwa Artystyczne i Filmowe, 1991.
- I. Katznelson: Tutanchamon i skarby jego grobowca. Zrzeszenie Księgarstwa, 1988.
- C. N. Reeves: Tutanchamon : król, grobowiec, skarb królewski. Warszawa : "Wiedza i Życie", 1998.
- C.W. Ceram, 1974: Bogowie, groby i uczeni. Powieść o archeologii. Państwowy Instytut Wydawniczy, Warszawa. Dwa rozdziały, 181 -209.